# Gregnitz
Die Gregnitz (bisweilen findet man auch die Schreibweisen Kregnitz oder Krögnitz) gehört zu den Fließgewässern des Fichtelgebirges in Nordostbayern und bringt ihr Wasser zur Fichtelnaab und damit über die Donau zum Schwarzen Meer. Vom Quellbereich bis zur Mündung legt sie etwa 11 km zurück, wobei sie die bayerischen Regierungsbezirke Oberfranken und Oberpfalz durchfließt sowie die Landkreise Bayreuth, Wunsiedel und Tirschenreuth.

## Bachname
In der Bevölkerung wird der Bachname mundartlich „Grangerz“ gesprochen. Der erste urkundliche Hinweis auf den Bachlauf steht in der Grenzbeschreibung des herrschaftlichen Waldes der Burggrafen von Nürnberg aus dem Jahr 1393 im Abschnitt „Kösseine–Fichtelsee“ mit dem Namen „Crebenitz“ bzw. „Krebenitz“ auf. In der Grenzbeschreibung von 1536 der damaligen politischen Territorien Pfalz-Bayern und Markgraftum Brandenburg-Bayreuth wird beim Grenzverlauf die Überschreitung der „Krednitz“ genannt.
In den Karten des Bayerischen Landesvermessungsamtes wird der Bach „Krögnitz“ genannt, was falsch ist und bei Neuauflage der Karten in „Gregnitz“ geändert werden soll. Unterschiedliche Schreibweisen findet man auch in der älteren Fichtelgebirgsliteratur, in der heutigen wird einheitlich der Name „Gregnitz“ verwendet.
Eine eindeutige Worterklärung von Sprachforschern liegt bisher nicht vor; der Bachname ist aber sehr alt und wohl slawischen Ursprungs. Alle bisherigen Namensdeutungen sind sehr unbestimmt und man vermisst dabei die urkundliche Erstnennung. Vermuten könnte man, dass im Wortstamm von Gregnitz die Bezeichnung für Grenze enthalten ist, da am Bachlauf schon früh eine Grenze verlief.

## Geographie

### Quellbereich der Gregnitz
Eine Quellfassung für einen Ursprung der Gregnitz gibt es nicht. Früher lag der Ursprung des Bachlaufs am oberen Südwestabfall des Sattels zwischen dem Seehügel und der Platte auf etwa 825 m ü. NN. Der Grenzbeschreibung von 1536 ist zu entnehmen: „[…] dodanenn die loe hindurch uber das pechlein, die Krednitz genantt, das auss dem Ursprung fleust […]“. Heute speist der genannte „Ursprung“ nicht mehr die Gregnitz, denn der Oberlauf wurde  bereits 1608 in einem künstlichen Graben nach Westen abgeleitet. Die Hammerwerke in Fichtelberg benötigten für ihre Anlagen viel Wasser, die Werksbesitzer ließen den Fichtelseeweiher in der Talmulde eines weiter im Westen südwärts verlaufenden Baches anlegen und leiteten ihm den Gregnitz-Oberlauf zu. Auf der topografischen Karte kann man die Veränderung der Fließrichtung gut erkennen, denn das zum Fichtelsee abgeleitete Gewässer, „Lochbach“ genannt,  verläuft am rechten Hang der sich nach Süden einsenkenden Talmulde fast höhenlinienparallel.

### Gewässerverlauf
Die Gregnitz selbst entsteht heute im längsten Oberlauf etwa 650 m östlich des Fichtelseeufers auf etwa 763 m ü. NN im Gemeindegebiet von Fichtelberg im Landkreis Bayreuth. Sie sammelt östlich des Fichtelsees im Naturschutzgebiet See- und Hüttenlohe nahe der Fichtelgebirgsstraße (B 303/E 48) etliche Wasseradern, auch vom Unterhang des früheren Quellgebietes, die zusammen einen kleinen Wasserlauf bilden, der dann in etwa südsüdöstlicher Richtung unter der Staatsstraße 2981 hindurchfließt, eine Richtung, die das Gewässer auf seinem gesamten Lauf ungefähr beibehält. Der Bach umfließt östlich den nach ihm benannten Gregnitzhügel und setzt sich durch den Hochwald am Neuweiher vorbei fort, bis er  bei Lochbühl in die offene Flur und zugleich in das Gebiet der Gemeinde Nagel im Landkreis Wunsiedel im Fichtelgebirge übertritt.
Nun fließt er etwa südöstlich weiter und erreicht bald den Hauptort Nagel. Bei der Gregnitzbrücke mit einer Nepomuk-Figur nimmt der Bach den Abfluss des Mühlweihers (Nagler See) auf und verläuft dann in vorheriger Richtung weiter, zunächst in offener Landschaft. Wo er wieder den Hochwald erreicht, versperren Bäume den Wasserlauf; hier hat sich eine kleine Seenlandschaft gebildet. Gefällte Bäume und abgenagte Baumstümpfe zeigen die Anwesenheit des Bibers. Östlich des Biberstausees stehen mächtige Felswände, dort wurde früher Granit abgebaut. Der helle Kerngranit wurde bekannt durch seine besonderen technischen Eigenschaften und der außerordentlichen Beständigkeit gegen Witterungseinflüsse.

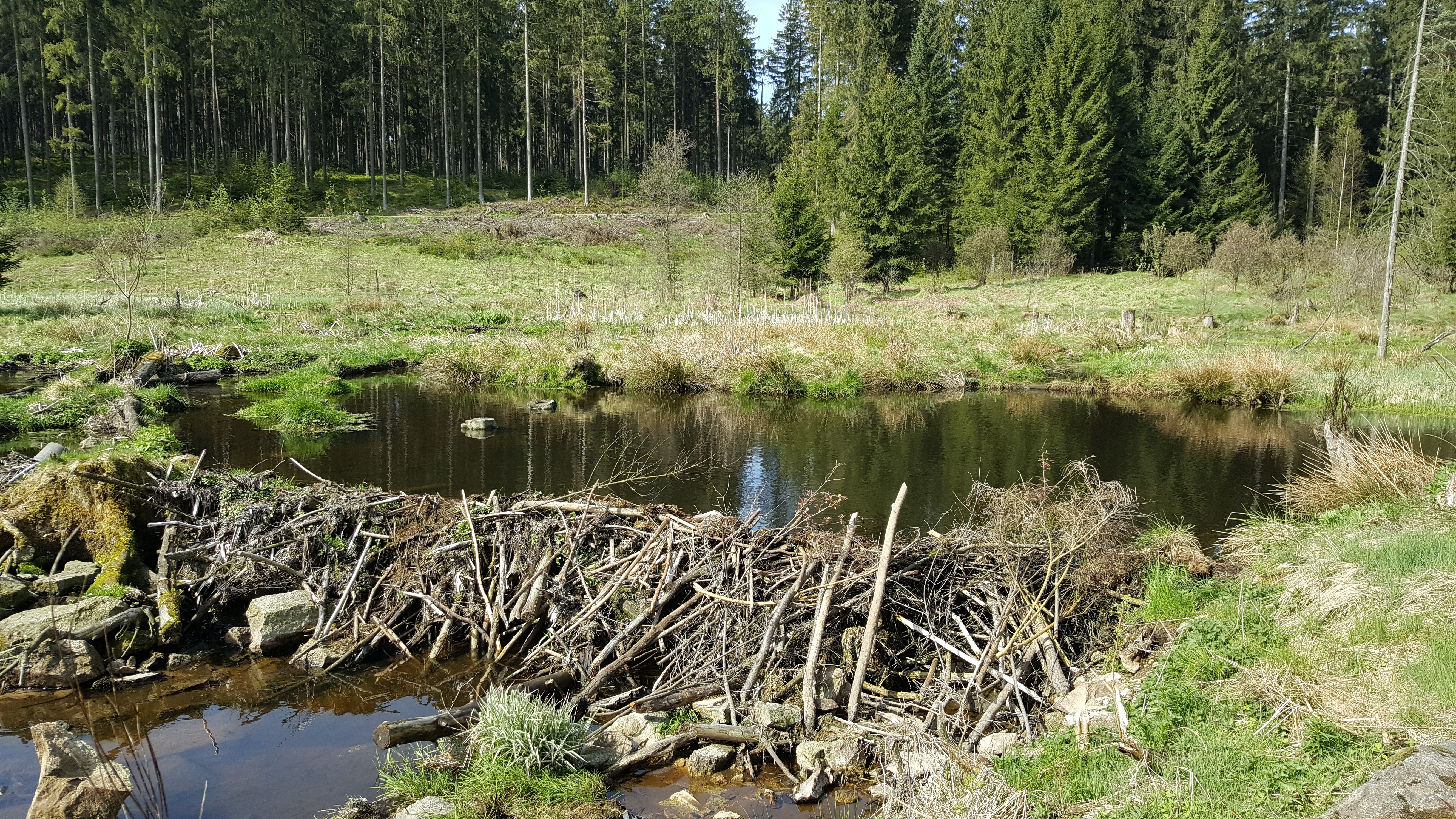
Biberdamm in der Gregnitz

Nun wird das Tal enger, es beginnt der wohl schönste und interessanteste Teil des Gregnitztales im Landkreis Tirschenreuth, in dem sie südlich verläuft. Wollsackartig geformte Blockansammlungen oder Felsschwellen liegen unregelmäßig auf- oder nebeneinander im Bachbett. Sie werden tosend vom Wasser umspült oder das Wasser fällt kaskadenartig über sie herab. Je nach Jahreszeit führt die Gregnitz mehr oder weniger Wasser, entsprechend bietet ihr Bachbett einen verschiedenen wildromantischen Anblick. Bei der Grünlasmühle (Gemeinde Brand), die erstmals urkundlich 1630 in den Steuerbüchern genannt wurde, präsentiert sich die Gregnitz bei Hochwasser als rauschender Wasserfall. Dort trieb sie bis 1914 zwei große oberschlächtige hölzerne Mühlräder in einer Radstube und bis 1940 die Gatter einer Schneidsäge an.
Beim ehemaligen Schlossgut Selingau in der Gemeinde Ebnath mündet die Gregnitz von links auf 531 m ü. NN in die Fichtelnaab. Der Bachlauf von Nagel nach Ebnath wird von einem markierten Wanderweg, Teilstrecke des Main-Donau-Weitwanderweges, begleitet.

### Einzugsgebiet
Die Gregnitz entwässert ein Gebiet von 21,1 km² südöstlich zur Fichtelnaab. Im Norden sind durch die Anlage des zum Fichtelsee und seinen  entwässernden Lochbach am Südhang des Seehügels (953 m ü. NN) ungefähr um 1,0 km² abgeschnitten. Die Wasserscheide verläuft deshalb heute von einer niedrigen Schwelle zwischen Fichtelsee und der Quelle den unteren Hang des Seehügels entlang nach Osten bis auf den Gipfel der Platte (885 m ü. NN), heute der zweithöchste Punkt des Einzugsgebietes, an den  jenseits das Entwässerungsgebiet der Röslau angrenzt. Von dort  zieht sich die Wasserscheide auf diesem Abschnitt sehr deutlich etwa südöstlich über den Prinzenfels (751 m ü. NN) und den Vorderen Ringberg (771 m ü. NN) zur Hohen Matze (813 m ü. NN), dann steil hinab auf eine nur wenig über 650 m ü. NN liegende Schwelle und anschließend nach Osten wieder steil aufwärts auf den Gipfel der Kösseine (939 m ü. NN), den höchsten Punkt an der Nordostspitze. In ziemlich stetigem Gefälle zieht die Grenze dann anfangs südwest-, dann südwärts bis zu einer 659 m ü. NN hohen Kuppe im Scheibenschlag, an dem sie westsüdwestlich abknickt und bis zur Mündung auf 531 m ü. NN absteigt.
Die anschließende rechte Wasserscheide zum Einzugsgebiet der Fichtelnaab verläuft nordwestlich, erreicht nur geringe Höhen, entfernt sich wenig vom Lauf und erreicht erst im langsamen Anstieg zum Gregnitzhügel (756 m ü. NN) dauerhaft Höhen über 650 m ü. NN; die maximale Höhe liegt auf dieser Seite des Gewässers zwischen dem Ursprung und dem nahen Südende des Fichtelsees auf dem 804 m ü. NN aufragenden Hüttenberg.

### Zuflüsse
- Steinlohbach, von links und aus dem Nordwesten in Nagel, 2,9 km[GV 1] und 4,3 km².[GV 2] Durchfließt im Unterlauf im Dorf den ca. 4,1 ha[BA 3] großen Nageler See.
- Grünlasbach, von links und aus dem Nordosten vor der Grünlasmühle, 4,1 km[GV 1] und 6,9 km².[GV 2]
- Mordbach, von rechts und aus Nordwesten zu Füßen des von ihm zuvor durchflossenen Fuhrmannsreuth, ca. 1,1 km[BA 4] und ca. 1,5 km².[BA 5]

## Sage

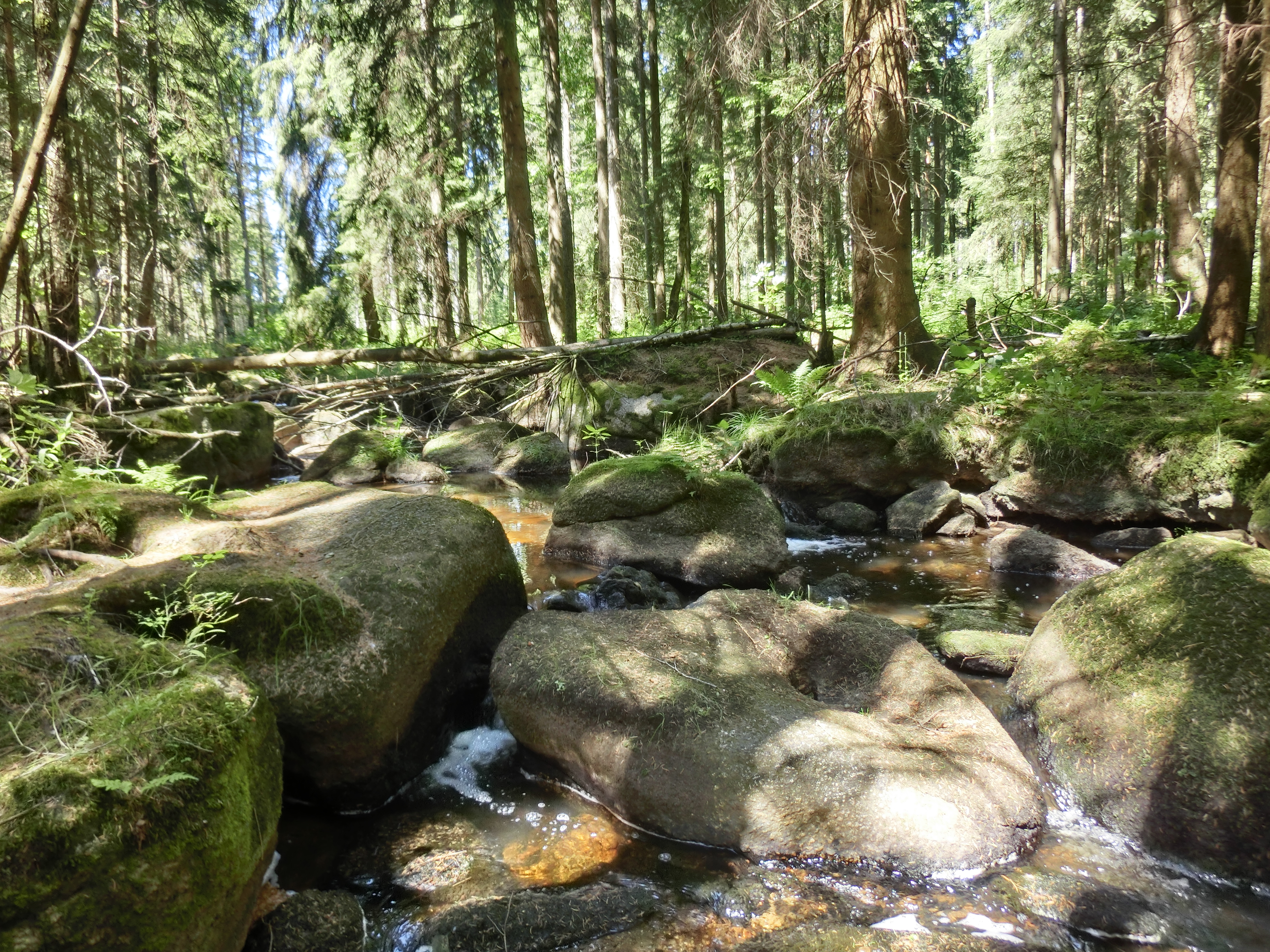
Goldwäscherstein in der Gregnitz

Der Wanderweg durch das Gregnitztal führt an einem Felsblock im Bachbett mit zwei verschieden großen kreisförmigen Vertiefungen vorbei; es sind die sagenumwobenen Venedigerschüsseln. Die Venediger hätten dort Gold gewaschen. In die größere Vertiefung seien die goldhaltigen Steine gelegt und dort zerstampft und die Sandkörner dann mit Gregnitzwasser herausgespült worden. Das Gold sei in der Granitmulde liegen geblieben. In Wirklichkeit sind die Vertiefungen von der Erosion erzeugte Hohlformen im Granit, wie die Wissenschaft festgestellt hat. Es sind Scheinstrudellöcher, die durch das erodierende Fließgewässer geschaffen wurden.

### BayernAtlas („BA“)
Amtliche Online-Gewässerkarte mit passendem Ausschnitt und den hier benutzten Layern: Lauf und Einzugsgebiet der Gregnitz

Allgemeiner Einstieg ohne Voreinstellungen und Layer: BayernAtlas der Bayerischen Staatsregierung (Hinweise)
1. ↑  Höhe abgefragt auf dem Hintergrundlayer Amtliche Karte (Rechtsklick).
2. ↑  Höhe nach blauer Beschriftung auf dem Hintergrundlayer Amtliche Karte.
3. ↑  Seefläche abgemessen auf dem Hintergrundlayer Amtliche Karte.
4. ↑  Länge abgemessen auf dem Hintergrundlayer Amtliche Karte.
5. ↑  Einzugsgebiet abgemessen auf dem Hintergrundlayer Amtliche Karte.

### Gewässerverzeichnis Bayern („GV“)
1. 1 2 3  Länge nach: Verzeichnis der Bach- und Flussgebiete in Bayern – Flussgebiet Naab, Seite 7 des Bayerischen Landesamtes für Umwelt, Stand 2016 (PDF; 4,0 MB) (Folgende Seite für die Zuflüsse. Seitenzahlen können sich ändern.)
2. 1 2 3  Einzugsgebiet nach: Verzeichnis der Bach- und Flussgebiete in Bayern – Flussgebiet Naab, Seite 7 des Bayerischen Landesamtes für Umwelt, Stand 2016 (PDF; 4,0 MB) (Folgende Seite für die Zuflüsse. Seitenzahlen können sich ändern.)